# 1092.
◄ | 10. stoljeće | 11. stoljeće | 12. stoljeće | ►
◄ | 1060-ih | 1070-ih | 1080-ih | 1090-ih | 1100-ih | 1110-ih | 1120-ih | ►
◄◄ | ◄ | 1089. | 1090. | 1091. | 1092. | 1093. | 1094. | 1095. | ► | ►►
Arhitektura • Astronomija • Knjige • Književnost • Kršćanstvo • Medicina • Pravo • Promet • Znanost

## Događaji
- Ladislav Arpadović, krenuo u osvajanje Hrvatske, ali se zbog plaćenog napada Kumana, morao vratiti u Ugarsku

## Vanjske poveznice
|  | Zajednički poslužitelj ima još gradiva o temi 1092. |